# Tarama
Tarama (língua turca) o taramosalata (em grego: ταραμοσαλάτα)  é uma prato nacional[carece de fontes?] da culinária grega, e um meze tradicional tanto na própria Grécia quanto na Turquia. É feito de taramas - ovas de bacalhau ou de carpa, salgadas e defumadas, misturadas com azeite e sumo de limão. Podem ainda ser misturadas a pão ralado ou purê de batata.
É costumeiramente servido com algum tipo de pão, ou legumes crus.
Na Roménia há um prato similar, chamado salată de icre, feito com ovas de carpa ou pique, mas que utiliza em seu preparo óleo de girassol e outros óleos vegetais no lugar do óleo de oliva. É produzido em massa, e disponível em supermercados e lojas no país.